# Piel de ángel
Piel de ángel es el decimotercer álbum de estudio de la actriz y cantante mexicana Lucero. Fue lanzado al mercado el 22 de abril de 1997 y fue el primer álbum lanzado después de su matrimonio.  Este material discográfico ha vendido cerca de 600 000 copias en México y Latinoamérica.
Para este álbum, la cantante decide experimentar con nueva música dando un giro a su estilo y trabaja con los productores italianos Claudio Guidetti y Maurizio Fabrizio para lograr un nuevo sonido en su música, a diferencia de sus tres álbumes anteriores escritos y producidos por el compositor español Rafael Pérez Botija.[cita requerida]
Gerardo Flores es el compositor de siete de las canciones incluidas en el álbum, incluida una adaptación de la canción italiana "Il Postino", escrita por Luis Bacalov, a pedido de Lucero, ya que su madre era una gran fanática de la película.[cita requerida]

## Antecedentes
El 16 de enero de 1997; Lucero celebra su boda con el cantante Manuel Mijares en el Colegio de las Vizcaínas en Ciudad de México; el suceso fue televisado por la televisión mexicana en un programa especial que tuvo millones de espectadores en el país y en Centroamérica convirtiéndose un uno de los 10 programas de mayor audiencia de Televisa; para la boda asistieron alrededor de 700 invitados y el propósito de televisarla fue en agradecimiento a todos los fanes de ambos cantantes.
Una vez regresando de su luna de miel, la cantante comienza a trabajar en la realización y grabación de su siguiente material discográfico; buscando, con el mismo, renovar su estilo musical trabajando un nuevo equipo de producción y nuevos autores.[cita requerida]
En marzo de 1997, Lucero se presenta en los premios TVyNovelas en el cual sale galardonada como Mejor cantante femenina; durante la premiación Lucero anuncia el próximo lanzamiento de su nuevo disco.[cita requerida]

## Promoción
Para presentar su nueva producción musical, Lucero se presenta en el programa Siempre en Domingo de Raúl Velasco, cantando en vivo 5 temas comenzando así con al promoción del disco. [cita requerida]
El primer sencillo seleccionado para la promoción del álbum es el tema Tácticas de Guerra la cual alcanzó el puesto número 1 en México en las listas de popularidad y el número 13 en la lista Billboard Hot Latin Tracks.
Para iniciar la promoción del álbum, Lucero se presenta en el Auditorio Nacional de Ciudad de México con 2 conciertos donde consigue llenos totales y presenta una producción completamente nueva y diferente a sus conciertos anteriores.[cita requerida] La promoción continua con varias presentaciones en programas de televisión y radio, además de realizar diversas portadas en revistas de circulación nacional; en mayo del mismo año, la cantante se presenta en el Festival Acapulco'97 como una de las estrellas principales.[cita requerida]
Durante el verano de 1997, Lucero comienza una gira por México, en países de Latinoamérica, como Perú y Chile, y algunas ciudades de Estados Unidos, realizando un concierto combinando la música pop y la música vernácula mexicana.
Quiero fue lanzado como el segundo sencillo que alcanzó el número 8 en México;[cita requerida] Toda la noche se seleccionó como el tercer sencillo del álbum y realizando un vídeo dirigido por Adolfo Pérez Butrón, el fotógrafo detrás de casi todas las portadas de los álbumes de Lucero.[cita requerida]
En octubre de 1997, Lucero vive uno de los momentos que ella misma expresa que está dentro de los más importantes y significativos en su carrera: viaja al Estadio de Maracaná de Brasil para cantarle al Papa Juan Pablo II  en un encuentro religioso, llenándola de orgullo y emoción hasta las lágrimas; enfundada en una traje charro blanco con aplicaciones doradas, interpretó el tema Morenita mía dedicado a la Virgen de Guadalupe.[cita requerida]
En diciembre de 1997, Lucero se convierte en la conductora oficial de uno de los movimientos de unidad más impresionantes en México denominado Teletón, el cual realizó una transmisión de 24 hrs ininterrumpidas para lograr recabar fondo para los niños con capacidades diferentes, y participa el 12 de diciembre en las tradicionales mañanitas a la Virgen de Guadalupe.[cita requerida]

## Listas de canciones
| Piel de ángel |                           |                                                           |          |  |
| N.º           | Título                    | Escritor(es)                                              | Duración |  |
| 1.            | «La vida aquí está»       | D. Amerio, Cheope, Gerardo Flores                         | 3:43     |  |
| 2.            | «Si tú llegarás a amarme» | José Cantoral, Roxana de Antuñano                         | 3:10     |  |
| 3.            | «Historias de amores»     | Claudio Guidetti, G. Flores                               | 4:16     |  |
| 4.            | «Toda la noche»           | G. Flores                                                 | 3:35     |  |
| 5.            | «Al centro de tus ojos»   | Gianni Casella, Antonello Oliveri, C. Guidetti, G. Flores | 4:25     |  |
| 6.            | «Quiero»                  | Maurizio Fabrizio, Greg Duckie Morra, G. Flores           | 3:48     |  |
| 7.            | «Inventario»              | S. Amato, Fabrizio Berlincioni, G. Flores                 | 4:07     |  |
| 8.            | «Tácticas de guerra»      | Luis Cabañas, Miguel Gallardo                             | 3:42     |  |
| 9.            | «Piel de ángel»           | L. Cabañas, M. Gallardo                                   | 4:16     |  |
| 10.           | «Si me extrañas»          | Jorge Avendaño Lührs                                      | 3:36     |  |
| 11.           | «Una vez más»             | Luis Bacalov, G. Flores                                   | 2:52     |  |
| 41:34         |                           |                                                           |          |  |

## Sencillos
- Tácticas de guerra
- Toda la noche
- Si me extrañas
- Piel de ángel
- Quiero
- Una vez más
- Historias de amores

## Videoclips
- Tácticas de guerra (filmado en diciembre de 1996)
- Toda la noche
- Quiero (en vivo desde la plaza de toros México 1999)

## Créditos de realización
- Producción: Claudio Guidetti, Maurizio Fabrizio, Gerardo Flores
- Grabado en: Studio L’isola (Milan, Italia); Soundabout Studio (Los ángeles), Estudios Olympic (Londres)
- Mezclas: Studio L’isola por Bruno Melasoma y Claudio Guidetti
- Masterización: Nautilus (Milan) por Antonio Baglio
- Producción ejecutiva: Tina Galindo
- Coordinación de producción: Sylvia Cantarell
- Batería: Elio Rivagli
- Bajo: Flavio Scopaz
- Guitarra y teclado: Claudio Guidetti y Maurizio Fabrizio
- Guitarra eléctrica: Andrea Braido
- Saxofón: Emanuele Cisi
- Coros: Emanuela Cortesi, Monica Magnani, Claudio Guidetti y Maurizio Fabrizio
- Violín: Lucio Fabbri, Russel Gilbert y Mario de Monte
- Cuerdas: Maurizio Fabrizio
- Fotografía: Adolfo Pérez Butrón
- Vestuario: Beatriz Calles, Sarah Bustani y Keko
- Diseño gráfico: Varela design.